# Arthur Wint
Arthur Stanley Wint, född 25 maj 1920 i Plowden, Jamaica, död 19 oktober 1992 i Linstead, var en jamaicansk friidrottare. Wint blev Jamaicas förste OS-guldmedaljör när han vann 400 metersloppet i London 1948 med tiden 46,2 sekunder före sin landsman Herb McKenley.